# Campionatul European de Handbal Feminin pentru Tineret din 2021
Campionatul European de Handbal Feminin pentru Tineret din 2021 a fost a XIII-a ediție a turneului organizat de Federația Europeană de Handbal și s-a desfășurat la Celje, în Slovenia, între 8 și 18 iulie 2021. Începând cu ediția din 2019 a fost introdus un nou sistem, care a prevăzut trei turnee finale separate: turneul principal din Slovenia, la care au luat parte 16 echipe cel mai bine clasate din punct de vedere al coeficienților EHF, și alte două turnee grupate sub titulatura Campionatele EHF Feminin U19, organizate în Italia și Macedonia de Nord, la care ar fi trebuit inițial să ia parte 18 echipe cel mai slab clasate din punct de vedere al coeficienților EHF.

## Sălile
Meciurile campionatului european s-au desfășurat în două săli din orașul Celje:
| Celje                                     |                                    |
| Športna dvorana Golovec Capacitate: 3.100 | Dvorana Zlatorog Capacitate: 5.191 |
|                                           |                                    |

## Turneele de calificare
La fel ca și pentru ediția precedentă, nici pentru cea din 2021 nu s-au organizat turnee de calificare. Echipele calificate au fost selectate „pe baza clasamentului competițiilor EHF EURO și campionatelor EHF pentru categorii tinere de vârstă”. Conform regulamentului EHF, „echipele clasate de la locul 1 la locul al 14-lea, împreună cu cele două câștigătoare ale Campionatelor EHF U17, au dreptul să se înregistreze și să participe” la Campionatul European de Handbal Feminin pentru Tineret din 2021.
| Competiția                        | Data             | Gazda              | Locurile disponibile | Calificate |
| --------------------------------- | ---------------- | ------------------ | -------------------- | --- |
| Campionatul European U17 din 2019 | 1–11 august 2019 | Slovenia           | 14                   | Ungaria · Suedia · Franța · Danemarca · Rusia · Norvegia · Germania · Austria · Muntenegru · Slovenia · România · Slovacia · Portugalia · Croația |
| Campionatele EHF U17 din 2019     | 3–11 august 2019 | Lignano Sabbiadoro | 1                    | Cehia |
| Campionatele EHF U17 din 2019     | 3–11 august 2019 | Tbilisi            | 1                    | Elveția |

## Echipele calificate
| Țara       | Calificate ca și                         | Data obținerii calificării | Apariții anterioare în competiție1                                          |
| ---------- | ---------------------------------------- | -------------------------- | --------------------------------------------------------------------------- |
| Ungaria    | Locul 1 la CE U17 din 2019               | 11 august 2019             | 10 (1998, 2000, 2002, 2007, 2009, 2011, 2013, 2015, 2017, 2019)             |
| Suedia     | Locul 2 la CE U17 din 2019               | 11 august 2019             | 10 (2000, 2002, 2004, 2007, 2009, 2011, 2013, 2015, 2017, 2019)             |
| Franța     | Locul 3 la CE U17 din 2019               | 11 august 2019             | 12 (1996, 1998, 2000, 2002, 2004, 2007, 2009, 2011, 2013, 2015, 2017, 2019) |
| Danemarca  | Locul 4 la CE U17 din 2019               | 11 august 2019             | 10 (1996, 2000, 2004, 2007, 2009, 2011, 2013, 2015, 2017, 2019)             |
| Rusia      | Locul 5 la CE U17 din 2019               | 11 august 2019             | 12 (1996, 1998, 2000, 2002, 2004, 2007, 2009, 2011, 2013, 2015, 2017, 2019) |
| Norvegia   | Locul 6 la CE U17 din 2019               | 11 august 2019             | 11 (1996, 1998, 2000, 2004, 2007, 2009, 2011, 2013, 2015, 2017, 2019)       |
| Germania   | Locul 7 la CE U17 din 2019               | 11 august 2019             | 11 (1996, 2000, 2002, 2004, 2007, 2009, 2011, 2013, 2015, 2017, 2019)       |
| Austria    | Locul 8 la CE U17 din 2019               | 11 august 2019             | 6 (1996, 2004, 2007, 2009, 2011, 2019)                                      |
| Muntenegru | Locul 9 la CE U17 din 2019               | 11 august 2019             | 4 (2009, 2015, 2017, 2019)                                                  |
| Slovenia   | Locul 10 la CE U17 din 2019              | 11 august 2019             | 10 (1996, 2000, 2002, 2004, 2007, 2009, 2011, 2013, 2017, 2019)             |
| România    | Locul 11 la CE U17 din 2019              | 11 august 2019             | 12 (1996, 1998, 2000, 2002, 2004, 2007, 2009, 2011, 2013, 2015, 2017, 2019) |
| Slovacia   | Locul 12 la CE U17 din 2019              | 11 august 2019             | 3 (1998, 2013, 2019)                                                        |
| Portugalia | Locul 13 la CE U17 din 2019              | 11 august 2017             | 5 (2004, 2013, 2015, 2017, 2019)                                            |
| Croația    | Locul 14 la CE U17 din 2019              | 11 august 2019             | 8 (1998, 2000, 2004, 2011, 2013, 2015, 2017, 2019)                          |
| Cehia      | Locul 1 la Campionatele EHF U17 din 2019 | 11 august 2019             | 3 (1998, 2004, 2013)                                                        |
| Elveția    | Locul 1 la Campionatele EHF U17 din 2019 | 11 august 2019             | 0                                                                           |

1 Bold indică echipa campioană din acel an.
2 Italic indică echipa gazdă din acel an.

## Distribuția în urnele valorice
Selecționatele naționale calificate la turneul final au fost distribuite în patru urne de câte patru echipe. Distribuția în urne a avut la bază coeficienții valorici ai EHF: urna 1 a fost alcătuită din cele mai bune echipe, în timp ce urna a 4-a a fost formată din echipele cu cei mai slabi coeficienți EHF. Din urne, echipele au fost plasate prin tragere la sorți în patru grupe preliminare de câte patru echipe, fiecare grupă cuprinzând câte o echipă din fiecare urnă. Tragerea la sorți a avut loc la sediul EHF de la Viena, Austria, pe 10 februarie 2021.
Distribuția în urnele valorice a fost următoarea:
| Urna 1                                | Urna a 2-a                            | Urna a 3-a                                 | Urna a 4-a                             |
| ------------------------------------- | ------------------------------------- | ------------------------------------------ | -------------------------------------- |
| Danemarca · Franța · Ungaria · Suedia | Austria · Germania · Norvegia · Rusia | Muntenegru · România · Slovacia · Slovenia | Croația · Cehia · Portugalia · Elveția |

## Grupele preliminare
În urma tragerii la sorți au rezultat grupele de mai jos. Echipele clasate pe primele două locuri în fiecare grupă au avansat în grupele principale. Echipele clasate pe locurile trei și patru au jucat în grupele intermediare. 

### Grupa A
| Loc | Echipa       | MJ | V | E | Î | GM | GP | DG  | Pct | Calificare           |
| --- | ------------ | -- | - | - | - | -- | -- | --- | --- | -------------------- |
| 1   | Germania     | 3  | 2 | 0 | 1 | 80 | 73 | +7  | 4   | Grupele principale   |
| 2   | Danemarca    | 3  | 2 | 0 | 1 | 80 | 64 | +16 | 4   | Grupele principale   |
| 3   | Elveția      | 3  | 2 | 0 | 1 | 85 | 75 | +10 | 4   | Grupele intermediare |
| 4   | Slovenia (H) | 3  | 0 | 0 | 3 | 63 | 96 | −33 | 0   | Grupele intermediare |

1. 1 2 3  Germania 2 puncte, golaveraj +2, 51 goluri marcate; Danemarca 2 puncte, golaveraj +2, 49 goluri marcate; Elveția 2 puncte, golaveraj –4.

| 8 iulie 2021 17:00 | Germania | 30 – 23 | Elveția      | Športna dvorana Golovec, Celje Asistență: 50 Arbitri: Kull, Tint |
| 8 iulie 2021 17:00 | Hampel 9 | (12–10) | Emmenegger 8 | Športna dvorana Golovec, Celje Asistență: 50 Arbitri: Kull, Tint |
| 8 iulie 2021 17:00 | 9× 1×    | Raport  | 4×           | Športna dvorana Golovec, Celje Asistență: 50 Arbitri: Kull, Tint |

| 8 iulie 2021 19:30 | Danemarca  | 31 – 17 | Slovenia | Športna dvorana Golovec, Celje Asistență: 100 Arbitri: Carmaux, Mursch |
| 8 iulie 2021 19:30 | Andersen 6 | (12–10) | Novak 5  | Športna dvorana Golovec, Celje Asistență: 100 Arbitri: Carmaux, Mursch |
| 8 iulie 2021 19:30 | 5×         | Raport  | 3× 1×    | Športna dvorana Golovec, Celje Asistență: 100 Arbitri: Carmaux, Mursch |

| 9 iulie 2021 17:00 | Elveția   | 26 – 23 | Danemarca   | Športna dvorana Golovec, Celje Asistență: 300 Arbitri: Barysas, Petrušis |
| 9 iulie 2021 17:00 | Heinzer 8 | (11–11) | Rasmussen 6 | Športna dvorana Golovec, Celje Asistență: 300 Arbitri: Barysas, Petrušis |
| 9 iulie 2021 17:00 | 2×        | Raport  | 1×          | Športna dvorana Golovec, Celje Asistență: 300 Arbitri: Barysas, Petrušis |

| 9 iulie 2021 19:00 | Slovenia | 24 – 29 | Germania | Športna dvorana Golovec, Celje Asistență: 66 Arbitri: Vitaku, Vitaku |
| 9 iulie 2021 19:00 | Kralj 5  | (14–16) | Conze 9  | Športna dvorana Golovec, Celje Asistență: 66 Arbitri: Vitaku, Vitaku |
| 9 iulie 2021 19:00 | 1× 2×    | Raport  | 2× 1×    | Športna dvorana Golovec, Celje Asistență: 66 Arbitri: Vitaku, Vitaku |

| 11 iulie 2021 17:00 | Danemarca   | 26 – 21 | Germania         | Športna dvorana Golovec, Celje Asistență: 70 Arbitri: Lidacka, Lesiak |
| 11 iulie 2021 17:00 | Rasmussen 5 | (14–10) | Conze, Nielsen 5 | Športna dvorana Golovec, Celje Asistență: 70 Arbitri: Lidacka, Lesiak |
| 11 iulie 2021 17:00 | 1×          | Raport  | 3×               | Športna dvorana Golovec, Celje Asistență: 70 Arbitri: Lidacka, Lesiak |

| 11 iulie 2021 19:00 | Slovenia | 22 – 36 | Elveția    | Športna dvorana Golovec, Celje Asistență: 200 Arbitri: Christidi, Papamattheou |
| 11 iulie 2021 19:00 | Kralj 9  | (11–18) | Heinzer 12 | Športna dvorana Golovec, Celje Asistență: 200 Arbitri: Christidi, Papamattheou |
| 11 iulie 2021 19:00 | 2× 1×    | Raport  | 4×         | Športna dvorana Golovec, Celje Asistență: 200 Arbitri: Christidi, Papamattheou |

### Grupa B
| Loc | Echipa     | MJ | V | E | Î | GM | GP | DG  | Pct | Calificare           |
| --- | ---------- | -- | - | - | - | -- | -- | --- | --- | -------------------- |
| 1   | Suedia     | 3  | 3 | 0 | 0 | 77 | 57 | +20 | 6   | Grupele principale   |
| 2   | Rusia      | 3  | 2 | 0 | 1 | 73 | 57 | +16 | 4   | Grupele principale   |
| 3   | Slovacia   | 3  | 1 | 0 | 2 | 66 | 72 | −6  | 2   | Grupele intermediare |
| 4   | Portugalia | 3  | 0 | 0 | 3 | 0  | 30 | −30 | 0   | Retrasă              |

1. ↑  Portugalia a fost nevoită să se retragă din turneu după mai multe cazuri pozitive de COVID-19 în cadrul echipei[9]

| 8 iulie 2021 13:00 | Suedia  | 37 – 29 | Slovacia | Športna dvorana Golovec, Celje Asistență: 200 Arbitri: Duplîi, Pobedrina |
| 8 iulie 2021 13:00 | Axnér 6 | (20–12) | Lancz 8  | Športna dvorana Golovec, Celje Asistență: 200 Arbitri: Duplîi, Pobedrina |
| 8 iulie 2021 13:00 | 5× 1×   | Raport  | 4× 1×    | Športna dvorana Golovec, Celje Asistență: 200 Arbitri: Duplîi, Pobedrina |

| 8 iulie 2021 15:00 | Rusia  | 10 – 0 | Portugalia | Športna dvorana Golovec, Celje |
| 8 iulie 2021 15:00 | Raport |        |            | Športna dvorana Golovec, Celje |
| 8 iulie 2021 15:00 |        |        |            | Športna dvorana Golovec, Celje |

| 9 iulie 2021 13:00 | Portugalia | 0 – 10 | Suedia | Športna dvorana Golovec, Celje |
| 9 iulie 2021 13:00 | Raport     |        |        | Športna dvorana Golovec, Celje |
| 9 iulie 2021 13:00 |            |        |        | Športna dvorana Golovec, Celje |

| 9 iulie 2021 15:00 | Slovacia | 27 – 35 | Rusia       | Športna dvorana Golovec, Celje Asistență: 150 Arbitri: Bojinovski, Nacevski |
| 9 iulie 2021 15:00 | Lancz 8  | (9–18)  | Alekseeva 6 | Športna dvorana Golovec, Celje Asistență: 150 Arbitri: Bojinovski, Nacevski |
| 9 iulie 2021 15:00 | 4×       | Raport  | 4× 2×       | Športna dvorana Golovec, Celje Asistență: 150 Arbitri: Bojinovski, Nacevski |

| 11 iulie 2021 13:00 | Suedia           | 30 – 28 | Rusia           | Športna dvorana Golovec, Celje Asistență: 100 Arbitri: Carmaux, Mursch |
| 11 iulie 2021 13:00 | Axnér, Koppang 8 | (10–14) | Zakordonskaia 8 | Športna dvorana Golovec, Celje Asistență: 100 Arbitri: Carmaux, Mursch |
| 11 iulie 2021 13:00 | 5× 1×            | Raport  | 3× 1×           | Športna dvorana Golovec, Celje Asistență: 100 Arbitri: Carmaux, Mursch |

| 11 iulie 2021 13:00 | Slovacia | 10 – 0 | Portugalia | Športna dvorana Golovec, Celje |
| 11 iulie 2021 13:00 | Raport   |        |            | Športna dvorana Golovec, Celje |
| 11 iulie 2021 13:00 |          |        |            | Športna dvorana Golovec, Celje |

### Grupa C
| Loc | Echipa     | MJ | V | E | Î | GM | GP | DG  | Pct | Calificare           |
| --- | ---------- | -- | - | - | - | -- | -- | --- | --- | -------------------- |
| 1   | Franța     | 3  | 3 | 0 | 0 | 81 | 59 | +22 | 6   | Grupele principale   |
| 2   | Croația    | 3  | 2 | 0 | 1 | 60 | 66 | −6  | 4   | Grupele principale   |
| 3   | Muntenegru | 3  | 1 | 0 | 2 | 76 | 72 | +4  | 2   | Grupele intermediare |
| 4   | Austria    | 3  | 0 | 0 | 3 | 66 | 86 | −20 | 0   | Grupele intermediare |

| 8 iulie 2021 13:00 | Franța       | 29 – 20 | Muntenegru   | Dvorana Zlatorog, Celje Asistență: 20 Arbitri: Lidacka, Lesiak |
| 8 iulie 2021 13:00 | Grandveau 10 | (14–11) | Džaferović 7 | Dvorana Zlatorog, Celje Asistență: 20 Arbitri: Lidacka, Lesiak |
| 8 iulie 2021 13:00 | 2× 1×        | Raport  | 4×           | Dvorana Zlatorog, Celje Asistență: 20 Arbitri: Lidacka, Lesiak |

| 9 iulie 2021 13:00 | Croația                 | 14 – 24 | Franța                            | Dvorana Zlatorog, Celje Asistență: 50 Arbitri: Kull, Tint |
| 9 iulie 2021 13:00 | Birtić, Vuljak, Zrnić 3 | (6–13)  | Bouktit, Chambonnier, Tshimanga 4 | Dvorana Zlatorog, Celje Asistență: 50 Arbitri: Kull, Tint |
| 9 iulie 2021 13:00 | 7× 1×                   | Raport  | 3× 1×                             | Dvorana Zlatorog, Celje Asistență: 50 Arbitri: Kull, Tint |

| 9 iulie 2021 15:00 | Muntenegru   | 35 – 20 | Austria     | Dvorana Zlatorog, Celje Asistență: 39 Arbitri: Jović, Arnautović |
| 9 iulie 2021 15:00 | Džaferović 7 | (18–7)  | K. Pandza 5 | Dvorana Zlatorog, Celje Asistență: 39 Arbitri: Jović, Arnautović |
| 9 iulie 2021 15:00 | 6× 1×        | Raport  | 3×          | Dvorana Zlatorog, Celje Asistență: 39 Arbitri: Jović, Arnautović |

| 10 iulie 2021 15:00 | Austria  | 21 – 23 | Croația  | Dvorana Zlatorog, Celje Asistență: 55 Arbitri: Vitaku, Vitaku |
| 10 iulie 2021 15:00 | Dramac 9 | (12–13) | Zrnić 11 | Dvorana Zlatorog, Celje Asistență: 55 Arbitri: Vitaku, Vitaku |
| 10 iulie 2021 15:00 | 5× 1×    | Raport  | 10× 1×   | Dvorana Zlatorog, Celje Asistență: 55 Arbitri: Vitaku, Vitaku |

| 11 iulie 2021 13:00 | Franța      | 28 – 25 | Austria     | Dvorana Zlatorog, Celje Asistență: 50 Arbitri: Backović, Palačković |
| 11 iulie 2021 13:00 | Grandveau 8 | (14–14) | K. Pandza 6 | Dvorana Zlatorog, Celje Asistență: 50 Arbitri: Backović, Palačković |
| 11 iulie 2021 13:00 | 3× 1×       | Raport  | 4× 1×       | Dvorana Zlatorog, Celje Asistență: 50 Arbitri: Backović, Palačković |

| 11 iulie 2021 15:00 | Muntenegru   | 21 – 23 | Croația | Dvorana Zlatorog, Celje Asistență: 41 Arbitri: Bojinovski, Nacevski |
| 11 iulie 2021 15:00 | Džaferović 7 | (14–9)  | Zrnić 6 | Dvorana Zlatorog, Celje Asistență: 41 Arbitri: Bojinovski, Nacevski |
| 11 iulie 2021 15:00 | 4× 1×        | Raport  | 2×      | Dvorana Zlatorog, Celje Asistență: 41 Arbitri: Bojinovski, Nacevski |

^ Meciul a fost inițial prevăzut a se desfășura pe 8 iulie 2021.

### Grupa D
| Loc | Echipa   | MJ | V | E | Î | GM | GP  | DG  | Pct | Calificare           |
| --- | -------- | -- | - | - | - | -- | --- | --- | --- | -------------------- |
| 1   | Ungaria  | 3  | 3 | 0 | 0 | 96 | 65  | +31 | 6   | Grupele principale   |
| 2   | România  | 3  | 2 | 0 | 1 | 82 | 74  | +8  | 4   | Grupele principale   |
| 3   | Cehia    | 3  | 1 | 0 | 2 | 73 | 85  | −12 | 2   | Grupele intermediare |
| 4   | Norvegia | 3  | 0 | 0 | 3 | 73 | 100 | −27 | 0   | Grupele intermediare |

| 8 iulie 2021 17:00 | Ungaria  | 27 – 19 | România | Dvorana Zlatorog, Celje Asistență: 43 Arbitri: Jović, Arnautović |
| 8 iulie 2021 17:00 | Kajdon 8 | (12–11) | Borș 5  | Dvorana Zlatorog, Celje Asistență: 43 Arbitri: Jović, Arnautović |
| 8 iulie 2021 17:00 | 5× 3×    | Raport  | 5× 2×   | Dvorana Zlatorog, Celje Asistență: 43 Arbitri: Jović, Arnautović |

| 8 iulie 2021 19:00 | Norvegia      | 25 – 28 | Cehia      | Dvorana Zlatorog, Celje Asistență: 60 Arbitri: Backović, Palačković |
| 8 iulie 2021 19:00 | M. Andersen 6 | (10–12) | Königová 8 | Dvorana Zlatorog, Celje Asistență: 60 Arbitri: Backović, Palačković |
| 8 iulie 2021 19:00 | 5× 2×         | Raport  | 2× 1×      | Dvorana Zlatorog, Celje Asistență: 60 Arbitri: Backović, Palačković |

| 9 iulie 2021 17:00 | Cehia                            | 20 – 33 | Ungaria     | Dvorana Zlatorog, Celje Asistență: 100 Arbitri: Duplîi, Pobedrina |
| 9 iulie 2021 17:00 | Hejlová, Kubálková, Vostárková 3 | (8–15)  | Koronczai 8 | Dvorana Zlatorog, Celje Asistență: 100 Arbitri: Duplîi, Pobedrina |
| 9 iulie 2021 17:00 | 2×                               | Raport  | 3× 1×       | Dvorana Zlatorog, Celje Asistență: 100 Arbitri: Duplîi, Pobedrina |

| 9 iulie 2021 19:00 | România   | 36 – 22 | Norvegia | Dvorana Zlatorog, Celje Asistență: 59 Arbitri: Christidi, Papamattheou |
| 9 iulie 2021 19:00 | Gogîrlă 8 | (20–6)  | Nypan 4  | Dvorana Zlatorog, Celje Asistență: 59 Arbitri: Christidi, Papamattheou |
| 9 iulie 2021 19:00 | 7× 1×     | Raport  | 4× 1×    | Dvorana Zlatorog, Celje Asistență: 59 Arbitri: Christidi, Papamattheou |

| 11 iulie 2021 17:00 | Ungaria  | 36 – 26 | Norvegia | Dvorana Zlatorog, Celje Asistență: 71 Arbitri: Vitaku, Vitaku |
| 11 iulie 2021 17:00 | Kajdon 5 | (21–15) | Nypan 6  | Dvorana Zlatorog, Celje Asistență: 71 Arbitri: Vitaku, Vitaku |
| 11 iulie 2021 17:00 | 5× 1×    | Raport  | 2× 1×    | Dvorana Zlatorog, Celje Asistență: 71 Arbitri: Vitaku, Vitaku |

| 11 iulie 2021 19:00 | România   | 27 – 25 | Cehia     | Dvorana Zlatorog, Celje Asistență: 41 Arbitri: Barysas, Petrušis |
| 11 iulie 2021 19:00 | Gogîrlă 8 | (14–10) | Cholevová | Dvorana Zlatorog, Celje Asistență: 41 Arbitri: Barysas, Petrušis |
| 11 iulie 2021 19:00 | 7× 1×     | Raport  | 5× 2× 1×  | Dvorana Zlatorog, Celje Asistență: 41 Arbitri: Barysas, Petrušis |

## Grupele intermediare
Grupele intermediare au fost numerotate III și IV.

### Grupa a III-a
| Loc | Echipa       | MJ | V | E | Î | GM | GP | DG  | Pct | Calificare                      |
| --- | ------------ | -- | - | - | - | -- | -- | --- | --- | ------------------------------- |
| 1   | Elveția      | 3  | 3 | 0 | 0 | 75 | 49 | +26 | 6   | Meciurile pentru locurile 9–12  |
| 2   | Slovacia     | 3  | 2 | 0 | 1 | 68 | 52 | +16 | 4   | Meciurile pentru locurile 9–12  |
| 3   | Slovenia (H) | 3  | 1 | 0 | 2 | 55 | 67 | −12 | 2   | Meciurile pentru locurile 13–16 |
| 4   | Portugalia   | 3  | 0 | 0 | 3 | 0  | 30 | −30 | 0   | Retrasă                         |

| 13 iulie 2021 13:00 | Elveția   | 29 – 27 | Slovacia | Športna dvorana Golovec, Celje Asistență: 70 Arbitri: Kull, Tint |
| 13 iulie 2021 13:00 | Altherr 9 | (15–13) | Lancz 8  | Športna dvorana Golovec, Celje Asistență: 70 Arbitri: Kull, Tint |
| 13 iulie 2021 13:00 | 7×        | Raport  | 5× 1×    | Športna dvorana Golovec, Celje Asistență: 70 Arbitri: Kull, Tint |

| 14 iulie 2021 15:00 | Slovacia | 31 – 23 | Slovenia | Športna dvorana Golovec, Celje Asistență: 200 Arbitri: Lidacka, Lesiak |
| 14 iulie 2021 15:00 | Lancz 8  | (17–15) | Novak 6  | Športna dvorana Golovec, Celje Asistență: 200 Arbitri: Lidacka, Lesiak |
| 14 iulie 2021 15:00 | 7× 1×    | Raport  | 6× 1×    | Športna dvorana Golovec, Celje Asistență: 200 Arbitri: Lidacka, Lesiak |

### Grupa a IV-a
| Loc | Echipa     | MJ | V | E | Î | GM  | GP  | DG  | Pct | Calificare                      |
| --- | ---------- | -- | - | - | - | --- | --- | --- | --- | ------------------------------- |
| 1   | Norvegia   | 3  | 2 | 0 | 1 | 102 | 78  | +24 | 4   | Meciurile pentru locurile 9–12  |
| 2   | Cehia      | 3  | 2 | 0 | 1 | 79  | 78  | +1  | 4   | Meciurile pentru locurile 9–12  |
| 3   | Muntenegru | 3  | 1 | 0 | 2 | 79  | 75  | +4  | 2   | Meciurile pentru locurile 13–16 |
| 4   | Austria    | 3  | 1 | 0 | 2 | 79  | 108 | −29 | 2   | Meciurile pentru locurile 13–16 |

| 13 iulie 2021 17:00 | Austria      | 27 – 46 | Norvegia      | Športna dvorana Golovec, Celje Asistență: 30 Arbitri: Carmaux, Mursch |
| 13 iulie 2021 17:00 | K. Pandza 10 | (14–21) | M. Andersen 8 | Športna dvorana Golovec, Celje Asistență: 30 Arbitri: Carmaux, Mursch |
| 13 iulie 2021 17:00 | 1×           | Raport  | 3×            | Športna dvorana Golovec, Celje Asistență: 30 Arbitri: Carmaux, Mursch |

| 13 iulie 2021 19:00 | Muntenegru | 21 – 24 | Cehia       | Športna dvorana Golovec, Celje Asistență: 30 Arbitri: Vitaku, Vitaku |
| 13 iulie 2021 19:00 | Kadović 5  | (11–10) | Charlotte 8 | Športna dvorana Golovec, Celje Asistență: 30 Arbitri: Vitaku, Vitaku |
| 13 iulie 2021 19:00 | 4× 1×      | Raport  | 3× 2×       | Športna dvorana Golovec, Celje Asistență: 30 Arbitri: Vitaku, Vitaku |

| 14 iulie 2021 17:00 | Norvegia | 31 – 23 | Muntenegru   | Športna dvorana Golovec, Celje Asistență: 100 Arbitri: Backović, Palačković |
| 14 iulie 2021 17:00 | Nypan 10 | (16–12) | Džaferović 6 | Športna dvorana Golovec, Celje Asistență: 100 Arbitri: Backović, Palačković |
| 14 iulie 2021 17:00 | 4× 1×    | Raport  | 3×           | Športna dvorana Golovec, Celje Asistență: 100 Arbitri: Backović, Palačković |

| 14 iulie 2021 19:00 | Cehia        | 27 – 32 | Austria   | Športna dvorana Golovec, Celje Asistență: 50 Arbitri: Kull, Tint |
| 14 iulie 2021 19:00 | Cholevová 10 | (12–15) | Dramac 12 | Športna dvorana Golovec, Celje Asistență: 50 Arbitri: Kull, Tint |
| 14 iulie 2021 19:00 | 5×           | Raport  | 5×        | Športna dvorana Golovec, Celje Asistență: 50 Arbitri: Kull, Tint |

## Grupele principale
Grupele principale au fost numerotate I și II.

### Grupa I
| Loc | Echipa    | MJ | V | E | Î | GM | GP | DG  | Pct | Calificare                    |
| --- | --------- | -- | - | - | - | -- | -- | --- | --- | ----------------------------- |
| 1   | Rusia     | 3  | 2 | 0 | 1 | 83 | 79 | +4  | 4   | Semifinalele                  |
| 2   | Suedia    | 3  | 2 | 0 | 1 | 84 | 78 | +6  | 4   | Semifinalele                  |
| 3   | Danemarca | 3  | 2 | 0 | 1 | 75 | 72 | +3  | 4   | Meciurile pentru locurile 5–8 |
| 4   | Germania  | 3  | 0 | 0 | 3 | 71 | 84 | −13 | 0   | Meciurile pentru locurile 5–8 |

1. 1 2 3  Rusia 2 Pct, +1 DC, 55 GM; Suedia 2 Pct, +1 DG, 54 GM;  Danemarca 2 Pct, –2 DG.

| 13 iulie 2021 17:00 | Danemarca | 24 – 27 | Rusia      | Dvorana Zlatorog, Celje Asistență: 91 Arbitri: Christidi, Papamattheou |
| 13 iulie 2021 17:00 | Skott 6   | (12–14) | Stațenko 8 | Dvorana Zlatorog, Celje Asistență: 91 Arbitri: Christidi, Papamattheou |
| 13 iulie 2021 17:00 | 5×        | Raport  | 1×         | Dvorana Zlatorog, Celje Asistență: 91 Arbitri: Christidi, Papamattheou |

| 13 iulie 2021 19:00 | Germania | 25 – 30 | Suedia  | Dvorana Zlatorog, Celje Asistență: 100 Arbitri: Backović, Palačković |
| 13 iulie 2021 19:00 | Engel 9  | (14–15) | Axnér 9 | Dvorana Zlatorog, Celje Asistență: 100 Arbitri: Backović, Palačković |
| 13 iulie 2021 19:00 | 4×       | Raport  | 2× 1×   | Dvorana Zlatorog, Celje Asistență: 100 Arbitri: Backović, Palačković |

| 14 iulie 2021 17:00 | Rusia   | 28 – 25 | Germania  | Dvorana Zlatorog, Celje Asistență: 67 Arbitri: Jović, Arnautović |
| 14 iulie 2021 17:00 | Baeva 6 | (15–10) | Nielsen 7 | Dvorana Zlatorog, Celje Asistență: 67 Arbitri: Jović, Arnautović |
| 14 iulie 2021 17:00 | 2×      | Raport  | 4×        | Dvorana Zlatorog, Celje Asistență: 67 Arbitri: Jović, Arnautović |

| 14 iulie 2021 19:00 | Suedia           | 24 – 25 | Danemarca | Dvorana Zlatorog, Celje Asistență: 82 Arbitri: Carmaux, Mursch |
| 14 iulie 2021 19:00 | Axnér, Koppang 6 | (12–15) | Wierzba 6 | Dvorana Zlatorog, Celje Asistență: 82 Arbitri: Carmaux, Mursch |
| 14 iulie 2021 19:00 | 6×               | Raport  | 4× 1×     | Dvorana Zlatorog, Celje Asistență: 82 Arbitri: Carmaux, Mursch |

### Grupa a II-a
| Loc | Echipa  | MJ | V | E | Î | GM | GP | DG  | Pct | Calificare                    |
| --- | ------- | -- | - | - | - | -- | -- | --- | --- | ----------------------------- |
| 1   | Ungaria | 3  | 3 | 0 | 0 | 82 | 59 | +23 | 6   | Semifinalele                  |
| 2   | Franța  | 3  | 2 | 0 | 1 | 71 | 61 | +10 | 4   | Semifinalele                  |
| 3   | România | 3  | 1 | 0 | 2 | 75 | 78 | −3  | 2   | Meciurile pentru locurile 5–8 |
| 4   | Croația | 3  | 0 | 0 | 3 | 58 | 88 | −30 | 0   | Meciurile pentru locurile 5–8 |

| 13 iulie 2021 13:00 | Croația | 20 – 29 | România | Dvorana Zlatorog, Celje Asistență: 64 Arbitri: Lidacka, Lesiak |
| 13 iulie 2021 13:00 | Zrnić 7 | (10–13) | Ion 7   | Dvorana Zlatorog, Celje Asistență: 64 Arbitri: Lidacka, Lesiak |
| 13 iulie 2021 13:00 | 3× 1×   | Raport  | 1×      | Dvorana Zlatorog, Celje Asistență: 64 Arbitri: Lidacka, Lesiak |

| 13 iulie 2021 15:00 | Franța        | 16 – 20 | Ungaria  | Dvorana Zlatorog, Celje Asistență: 100 Arbitri: Bojinovski, Nacevski |
| 13 iulie 2021 15:00 | Chambonnier 7 | (8–11)  | Kukely 4 | Dvorana Zlatorog, Celje Asistență: 100 Arbitri: Bojinovski, Nacevski |
| 13 iulie 2021 15:00 | 3× 1×         | Raport  | 1× 2×    | Dvorana Zlatorog, Celje Asistență: 100 Arbitri: Bojinovski, Nacevski |

| 14 iulie 2021 13:00 | Ungaria  | 35 – 24 | Croația         | Dvorana Zlatorog, Celje Asistență: 50 Arbitri: Duplîi, Pobedrina |
| 14 iulie 2021 13:00 | Juhász 6 | (16–9)  | Birtić, Zrnić 4 | Dvorana Zlatorog, Celje Asistență: 50 Arbitri: Duplîi, Pobedrina |
| 14 iulie 2021 13:00 | 4×       | Raport  | 5×              | Dvorana Zlatorog, Celje Asistență: 50 Arbitri: Duplîi, Pobedrina |

| 14 iulie 2021 15:00 | România    | 27 – 31 | Franța    | Dvorana Zlatorog, Celje Asistență: 50 Arbitri: Barysas, Petrušis |
| 14 iulie 2021 15:00 | Gogîrlă 13 | (14–12) | Kanouté 7 | Dvorana Zlatorog, Celje Asistență: 50 Arbitri: Barysas, Petrušis |
| 14 iulie 2021 15:00 | 3× 1×      | Raport  | 1×        | Dvorana Zlatorog, Celje Asistență: 50 Arbitri: Barysas, Petrušis |

## Meciurile pentru locurile 13–15

### Schemă
|  | Meciurile pentru locurile 13-16 | Meciurile pentru locurile 13-16 |                      |    | Meciul pentru locul 13 | Meciul pentru locul 13 |
|  |                                 |                                 |                      |    |                        |                        |
|  | 16 iulie 2021, 12:30            |                                 |                      |    |                        |                        |
|  |                                 |                                 |                      |    |                        |                        |
|  | Slovenia                        | 25                              |                      |    |                        |                        |
|  | Slovenia                        | 25                              | 17 iulie 2021, 14:45 |    |                        |                        |
|  | Austria                         | 27                              |                      |    |                        |                        |
|  | Austria                         | 27                              | Austria              | 31 |                        |                        |
|  | 16 iulie 2021, 14:45            |                                 | Austria              | 31 |                        |                        |
|  |                                 | Muntenegru                      | 33                   |    |                        |                        |
|  | Muntenegru                      | Muntenegru                      | 33                   | –  |                        |                        |
|  | Muntenegru                      |                                 |                      | –  |                        |                        |
|  | Portugalia                      | –                               |                      |    |                        |                        |
|  | Portugalia                      | –                               |                      |    |                        |                        |

| 16 iulie 2021 12:30 | Slovenia | 25 – 27 | Austria      | Športna dvorana Golovec, Celje Asistență: 100 Arbitri: Barysas, Petrušis |
| 16 iulie 2021 12:30 | Novak 10 | (15–12) | K. Pandza 13 | Športna dvorana Golovec, Celje Asistență: 100 Arbitri: Barysas, Petrušis |
| 16 iulie 2021 12:30 | 3× 1×    | Raport  | 6×           | Športna dvorana Golovec, Celje Asistență: 100 Arbitri: Barysas, Petrušis |

### Meciul pentru locul 13
| 17 iulie 2021 14:45 | Austria      | 31 – 33 | Muntenegru    | Športna dvorana Golovec, Celje Asistență: 50 Arbitri: Kull, Tint |
| 17 iulie 2021 14:45 | K. Pandza 19 | (15–15) | Džaferović 11 | Športna dvorana Golovec, Celje Asistență: 50 Arbitri: Kull, Tint |
| 17 iulie 2021 14:45 | 5× 1×        | Raport  | 6×            | Športna dvorana Golovec, Celje Asistență: 50 Arbitri: Kull, Tint |

## Meciurile pentru locurile 9–12

### Schemă
|  | Meciurile pentru locurile 9-12 | Meciurile pentru locurile 9-12 |                        |    | Meciul pentru locul 9 | Meciul pentru locul 9 |
|  |                                |                                |                        |    |                       |                       |
|  | 16 iulie 2021, 17:00           |                                |                        |    |                       |                       |
|  |                                |                                |                        |    |                       |                       |
|  | Elveția                        | 32                             |                        |    |                       |                       |
|  | Elveția                        | 32                             | 17 iulie 2021, 19:15   |    |                       |                       |
|  | Norvegia                       | 33                             |                        |    |                       |                       |
|  | Norvegia                       | 33                             | Norvegia               | 33 |                       |                       |
|  | 16 iulie 2021, 19:15           |                                | Norvegia               | 33 |                       |                       |
|  |                                | Cehia                          | 27                     |    |                       |                       |
|  | Cehia                          | Cehia                          | 27                     | 29 |                       |                       |
|  | Cehia                          |                                |                        | 29 |                       |                       |
|  | Slovacia                       | 25                             |                        |    |                       |                       |
|  | Slovacia                       | 25                             | Meciul pentru locul 11 |    |                       |                       |
|  |                                |                                |                        |    |                       |                       |
|  | 17 iulie 2021, 17:00           |                                |                        |    |                       |                       |
|  |                                |                                |                        |    |                       |                       |
|  | Elveția                        | 33                             |                        |    |                       |                       |
|  | Elveția                        | 33                             |                        |    |                       |                       |
|  | Slovacia                       | 28                             |                        |    |                       |                       |

| 16 iulie 2021 17:00 | Elveția    | 32 – 33 | Norvegia  | Športna dvorana Golovec, Celje Asistență: 30 Arbitri: Kull, Tint |
| 16 iulie 2021 17:00 | Heinzer 10 | (15–17) | Skindlo 6 | Športna dvorana Golovec, Celje Asistență: 30 Arbitri: Kull, Tint |
| 16 iulie 2021 17:00 | 2×         | Raport  | 7×        | Športna dvorana Golovec, Celje Asistență: 30 Arbitri: Kull, Tint |

| 16 iulie 2021 19:15 | Cehia        | 29 – 25 | Slovacia        | Športna dvorana Golovec, Celje Asistență: 50 Arbitri: Vitaku, Vitaku |
| 16 iulie 2021 19:15 | Cholevová 12 | (10–11) | Lancz, Palová 6 | Športna dvorana Golovec, Celje Asistență: 50 Arbitri: Vitaku, Vitaku |
| 16 iulie 2021 19:15 | 1×           | Raport  | 2× 1×           | Športna dvorana Golovec, Celje Asistență: 50 Arbitri: Vitaku, Vitaku |

### Meciul pentru locul 11
| 17 iulie 2021 17:00 | Elveția   | 33 – 28 | Slovacia | Športna dvorana Golovec, Celje Asistență: 30 Arbitri: Backović, Palačković |
| 17 iulie 2021 17:00 | Altherr 9 | (15–11) | Lancz 8  | Športna dvorana Golovec, Celje Asistență: 30 Arbitri: Backović, Palačković |
| 17 iulie 2021 17:00 | 4×        | Raport  | 2×       | Športna dvorana Golovec, Celje Asistență: 30 Arbitri: Backović, Palačković |

### Meciul pentru locul 9
| 17 iulie 2021 19:15 | Norvegia   | 33 – 27 | Cehia       | Športna dvorana Golovec, Celje Asistență: 50 Arbitri: Vitaku, Vitaku |
| 17 iulie 2021 19:15 | Andersen 7 | (15–8)  | Cholevová 8 | Športna dvorana Golovec, Celje Asistență: 50 Arbitri: Vitaku, Vitaku |
| 17 iulie 2021 19:15 | 5× 1×      | Raport  | 1×          | Športna dvorana Golovec, Celje Asistență: 50 Arbitri: Vitaku, Vitaku |

## Meciurile pentru locurile 5–8

### Schemă
|  | Meciurile pentru locurile 5-8 | Meciurile pentru locurile 5-8 |                       |    | Meciul pentru locul 5 | Meciul pentru locul 5 |
|  |                               |                               |                       |    |                       |                       |
|  | 16 iulie 2021, 12:30          |                               |                       |    |                       |                       |
|  |                               |                               |                       |    |                       |                       |
|  | Danemarca                     | 24                            |                       |    |                       |                       |
|  | Danemarca                     | 24                            | 17 iulie 2021, 16:45  |    |                       |                       |
|  | Croația                       | 22                            |                       |    |                       |                       |
|  | Croația                       | 22                            | Danemarca             | 21 |                       |                       |
|  | 16 iulie 2021, 14:45          |                               | Danemarca             | 21 |                       |                       |
|  |                               | România                       | 28                    |    |                       |                       |
|  | România                       | România                       | 28                    | 28 |                       |                       |
|  | România                       |                               |                       | 28 |                       |                       |
|  | Germania                      | 24                            |                       |    |                       |                       |
|  | Germania                      | 24                            | Meciul pentru locul 7 |    |                       |                       |
|  |                               |                               |                       |    |                       |                       |
|  | 17 iulie 2021, 14:30          |                               |                       |    |                       |                       |
|  |                               |                               |                       |    |                       |                       |
|  | Croația                       | 24                            |                       |    |                       |                       |
|  | Croația                       | 24                            |                       |    |                       |                       |
|  | Germania                      | 20                            |                       |    |                       |                       |

| 16 iulie 2021 12:30 | Danemarca   | 24 – 22 | Croația | Dvorana Zlatorog, Celje Asistență: 69 Arbitri: Lidacka, Lesiak |
| 16 iulie 2021 12:30 | Johannsen 5 | (12–12) | Zrnić 9 | Dvorana Zlatorog, Celje Asistență: 69 Arbitri: Lidacka, Lesiak |
| 16 iulie 2021 12:30 | 3×          | Raport  | 4×      | Dvorana Zlatorog, Celje Asistență: 69 Arbitri: Lidacka, Lesiak |

| 16 iulie 2021 14:45 | România  | 28 – 24 | Germania  | Dvorana Zlatorog, Celje Asistență: 50 Arbitri: Backović, Palačković |
| 16 iulie 2021 14:45 | Stoica 7 | (13–11) | Nielsen 7 | Dvorana Zlatorog, Celje Asistență: 50 Arbitri: Backović, Palačković |
| 16 iulie 2021 14:45 | 4×       | Raport  | 7×        | Dvorana Zlatorog, Celje Asistență: 50 Arbitri: Backović, Palačković |

### Meciul pentru locul 7
| 17 iulie 2021 14:30 | Croația | 24 – 20 | Germania | Dvorana Zlatorog, Celje Asistență: 50 Arbitri: Lidacka, Lesiak |
| 17 iulie 2021 14:30 | Brkić 7 | (12–12) | Hertha 5 | Dvorana Zlatorog, Celje Asistență: 50 Arbitri: Lidacka, Lesiak |
| 17 iulie 2021 14:30 | 3×      | Raport  | 5×       | Dvorana Zlatorog, Celje Asistență: 50 Arbitri: Lidacka, Lesiak |

### Meciul pentru locul 5
| 17 iulie 2021 16:45 | Danemarca  | 21 – 28 | România   | Dvorana Zlatorog, Celje Asistență: 50 Arbitri: Barysas, Petrušis |
| 17 iulie 2021 16:45 | Frandsen 7 | (10–15) | Gogîrlă 5 | Dvorana Zlatorog, Celje Asistență: 50 Arbitri: Barysas, Petrušis |
| 17 iulie 2021 16:45 |            | Raport  | 2×        | Dvorana Zlatorog, Celje Asistență: 50 Arbitri: Barysas, Petrušis |

## Semifinalele și finala

### Schemă
|  | Semifinalele         | Semifinalele |                      |    | Finala | Finala |
|  |                      |              |                      |    |        |        |
|  | 16 iulie 2021, 17:00 |              |                      |    |        |        |
|  |                      |              |                      |    |        |        |
|  | Rusia                | 25           |                      |    |        |        |
|  | Rusia                | 25           | 18 iulie 2021, 14:30 |    |        |        |
|  | Franța               | 24           |                      |    |        |        |
|  | Franța               | 24           | Rusia                | 22 |        |        |
|  | 16 iulie 2021, 19:30 |              | Rusia                | 22 |        |        |
|  |                      | Ungaria      | 31                   |    |        |        |
|  | Ungaria              | Ungaria      | 31                   | 33 |        |        |
|  | Ungaria              |              |                      | 33 |        |        |
|  | Suedia               | 26           |                      |    |        |        |
|  | Suedia               | 26           | Finala mică          |    |        |        |
|  |                      |              |                      |    |        |        |
|  | 18 iulie 2021, 12:00 |              |                      |    |        |        |
|  |                      |              |                      |    |        |        |
|  | Franța               | 30           |                      |    |        |        |
|  | Franța               | 30           |                      |    |        |        |
|  | Suedia               | 29           |                      |    |        |        |

### Semifinalele
| 16 iulie 2021 17:00 | Rusia   | 25 – 24 | Franța    | Dvorana Zlatorog, Celje Asistență: 150 Arbitri: Jović, Arnautović |
| 16 iulie 2021 17:00 | Baeva 5 | (13–13) | Bouktit 6 | Dvorana Zlatorog, Celje Asistență: 150 Arbitri: Jović, Arnautović |
| 16 iulie 2021 17:00 |         | Raport  | 1×        | Dvorana Zlatorog, Celje Asistență: 150 Arbitri: Jović, Arnautović |

| 16 iulie 2021 19:30 | Ungaria  | 33 – 26 | Suedia  | Dvorana Zlatorog, Celje Asistență: 300 Arbitri: Carmaux, Mursch |
| 16 iulie 2021 19:30 | Faragó 9 | (16–15) | Axnér 8 | Dvorana Zlatorog, Celje Asistență: 300 Arbitri: Carmaux, Mursch |
| 16 iulie 2021 19:30 | 4×       | Raport  | 4×      | Dvorana Zlatorog, Celje Asistență: 300 Arbitri: Carmaux, Mursch |

### Finala mică
| 18 iulie 2021 12:30 | Franța       | 30 – 29 | Suedia    | Dvorana Zlatorog, Celje Asistență: 200 Arbitri: Duplîi, Pobedrina |
| 18 iulie 2021 12:30 | Grandveau 11 | (15–10) | Koppang 8 | Dvorana Zlatorog, Celje Asistență: 200 Arbitri: Duplîi, Pobedrina |
| 18 iulie 2021 12:30 | 1×           | Raport  | 5×        | Dvorana Zlatorog, Celje Asistență: 200 Arbitri: Duplîi, Pobedrina |

### Finala
| 18 iulie 2021 14:30 | Rusia           | 22 – 31 | Ungaria  | Dvorana Zlatorog, Celje Asistență: 528 Arbitri: Christidi, Papamattheou |
| 18 iulie 2021 14:30 | Zakordonskaia 6 | (11–17) | Farkas 7 | Dvorana Zlatorog, Celje Asistență: 528 Arbitri: Christidi, Papamattheou |
| 18 iulie 2021 14:30 | 2×              | Raport  | 1×       | Dvorana Zlatorog, Celje Asistență: 528 Arbitri: Christidi, Papamattheou |

## Clasament și statistici

### Clasamentul final
|    | Ungaria    |
|    | Rusia      |
|    | Franța     |
| 4  | Suedia     |
| 5  | România    |
| 6  | Danemarca  |
| 7  | Croația    |
| 8  | Germania   |
| 9  | Norvegia   |
| 10 | Cehia      |
| 11 | Elveția    |
| 12 | Slovacia   |
| 13 | Muntenegru |
| 14 | Austria    |
| 15 | Slovenia   |
| –  | Portugalia |

| Actualizat pe 18 iulie 2021: \| Poz. \| Nume \| Echipă \| Goluri \| \| ---- \| ------------------- \| ---------- \| ------ \| \| 1 \| Katarina Pandza \| Austria \| 68 \| \| 2 \| Charlotte Cholevová \| Cehia \| 55 \| \| 3 \| Alicia Gogîrlă \| România \| 53 \| \| 4 \| Barbora Lancz \| Slovacia \| 46 \| \| 5 \| Bruna Zrnić \| Croația \| 45 \| \| 6 \| Tyra Axnér \| Suedia \| 43 \| \| 7 \| Kristina Dramac \| Austria \| 42 \| \| 7 \| Katarina Džaferović \| Muntenegru \| 42 \| \| 9 \| Léna Grandveau \| Franța \| 39 \| \| 9 \| Celia Heinzer \| Elveția \| 39 \| | Conform paginii oficiale a EHF: Jucătoarea competiției (MVP) - Blanka Kajdon (HUN) Cea mai bună marcatoare (golgheter) - Katarina Pandza (AUT) (68 de goluri) Cea mai bună apărătoare - Charité Mumbongo (SWE) Echipa ideală a Campionatului European - Portar: Anna Bukovszky (HUN) - Extremă stânga: Maja Mérai (HUN) - Inter stânga: Daria Stațenko (RUS) - Centru: Léna Grandveau (FRA) - Pivot: Sarah Bouktit (FRA) - Inter dreapta: Nina Koppang (SWE) - Extremă dreapta: Bruna Zrnić (CRO) |            |        |
| Poz. | Nume | Echipă     | Goluri |
| 1 | Katarina Pandza | Austria    | 68     |
| 2 | Charlotte Cholevová | Cehia      | 55     |
| 3 | Alicia Gogîrlă | România    | 53     |
| 4 | Barbora Lancz | Slovacia   | 46     |
| 5 | Bruna Zrnić | Croația    | 45     |
| 6 | Tyra Axnér | Suedia     | 43     |
| 7 | Kristina Dramac | Austria    | 42     |
| 7 | Katarina Džaferović | Muntenegru | 42     |
| 9 | Léna Grandveau | Franța     | 39     |
| 9 | Celia Heinzer | Elveția    | 39     |